# Tour de France 2010/19. Etappe
Die 19. Etappe der Tour de France 2010 am 24. Juli war ein 52 Kilometer langes und flaches Einzelzeitfahren von Bordeaux nach Pauillac. Nach der Aufgabe von Francesco Reda gingen 170 der 198 zum Tourstart gemeldeten Teilnehmer an den Start.

## Rennverlauf
Die ersten zehn Fahrer starteten im Abstand von einer Minute, danach starteten die Fahrer im Abstand von zwei Minuten. Die besten 20 der Gesamtwertung starteten schließlich im Abstand von drei Minuten. Bert Grabsch ging als Letzter der Gesamtwertung um 10:15 Uhr als Erster von der Rampe und setzte gleich alle Bestzeiten an den Zwischenwertungen und im Ziel, das er nach 1:02:44 Stunden erreichte. David Millar, der um 10:25 Uhr gestartet war, erreichte das Ziel mit einem Rückstand von 2:32 Minuten auf Grabsch. Die nächsten Bestzeiten setzte der um 10:57 Uhr gestartete Tony Martin, der das Ziel in 1:01:13 Stunden erreichte. Um 11:21 Uhr startete der Prologsieger Fabian Cancellara. Bei der ersten Zwischenzeit lag er noch neun Sekunden hinter Martin, bei der zweiten und dritten Zwischenzeit aber jeweils neun Sekunden vor ihm. Bis zum Ziel konnte er seinen Vorsprung mit einer Fahrzeit von 1:00:56 Stunden auf 17 Sekunden vergrößern. Diese Zeit sollte bis zum Ende des Rennens von niemandem mehr unterboten werden, da der Wind bei trockenem Wetter am Nachmittag stärker wurde und die Fahrt erschwerte. Johan Vansummeren stürzte von der Startrampe, konnte aber sofort weiterfahren.
Der um 15:53 Uhr gestartete Denis Menschow benötigte zwei Minuten weniger als sein Konkurrent um den dritten Platz in der Gesamtwertung Samuel Sánchez. Damit konnte Menschow seinen Rückstand von vorher 21 Sekunden im Gesamtklassement auf Sánchez in einen Vorsprung von 1:39 Minuten verwandeln und ihn so vom dritten Platz der Gesamtwertung verdrängen. Um 15:59 Uhr fuhr Andy Schleck von der Startrampe, der Gesamtführende Alberto Contador folgte als letzter Starter um 16:02 Uhr. An der ersten Zwischenzeit hatte Contador einen Rückstand von zwei Sekunden auf Schleck, zwischenzeitlich sogar etwas mehr. Jedoch konnte Schleck seinen Vorsprung im weiteren Verlauf des Zeitfahrens nicht halten und verlor wieder Zeit auf Contador. Im Ziel betrug Schlecks Rückstand rund 31 Sekunden, wodurch Contador seinen Vorsprung in der Gesamtwertung auf 39 Sekunden ausbauen konnte.

## Zwischenzeiten
- 1. Zwischenzeitmesspunkt in Le Pian-Médoc (Kilometer 18; 17 m)

| Erster  | Tony Martin         | 21:39 min |
| Zweiter | Fabian Cancellara   | +0:09 min |
| Dritter | Bradley Wiggins     | +0:31 min |
| Vierter | Koos Moerenhout     | +0:40 min |
| Fünfter | Bert Grabsch        | +0:41 min |
| Fünfter | Geraint Thomas      | +0:50 min |
| Siebter | Denis Menschow      | +0:52 min |
| Siebter | Wassil Kiryjenka    | +0:58 min |
| Siebter | David Zabriskie     | +0:58 min |
| Zehnter | Alexander Winokurow | +1:05 min |
- 2. Zwischenzeitmesspunkt in Acrins-en-Médoc (Kilometer 36,5; 7 m)

| Erster  | Fabian Cancellara   | 43:01 min |
| Zweiter | Tony Martin         | +0:09 min |
| Dritter | Bert Grabsch        | +1:12 min |
| Vierter | David Zabriskie     | +1:46 min |
| Fünfter | Koos Moerenhout     | +1:52 min |
| Fünfter | Wassil Kiryjenka    | +1:55 min |
| Siebter | Geraint Thomas      | +2:01 min |
| Siebter | Bradley Wiggins     | +2:02 min |
| Siebter | Ignatas Konovalovas | +2:06 min |
| Zehnter | Maarten Tjallingii  | +2:21 min |
- 3. Zwischenzeitmesspunkt in Beychevelle (Kilometer 45,0)

| Erster  | Fabian Cancellara   | 53:40 min |
| Zweiter | Tony Martin         | +0:09 min |
| Dritter | Bert Grabsch        | +1:27 min |
| Vierter | Ignatas Konovalovas | +2:12 min |
| Fünfter | David Zabriskie     | +2:22 min |
| Fünfter | Koos Moerenhout     | +2:31 min |
| Siebter | Wassil Kiryjenka    | +2:39 min |
| Siebter | Bradley Wiggins     | +2:50 min |
| Siebter | Maarten Tjallingii  | +2:51 min |
| Zehnter | Geraint Thomas      | +3:02 min |

## Sprintwertung
- Ziel in Pauillac (Kilometer 52) (4 m)

| Erster   | Fabian Cancellara   | 15 Pkt. |
| Zweiter  | Tony Martin         | 12 Pkt. |
| Dritter  | Bert Grabsch        | 10 Pkt. |
| Vierter  | Ignatas Konovalovas | 8 Pkt.  |
| Fünfter  | David Zabriskie     | 6 Pkt.  |
| Sechster | Koos Moerenhout     | 5 Pkt.  |
| Siebter  | Wassil Kiryjenka    | 4 Pkt.  |
| Achter   | Maarten Tjallingii  | 3 Pkt.  |
| Neunter  | Bradley Wiggins     | 2 Pkt.  |
| Zehnter  | Geraint Thomas      | 1 Pkt.  |